# 天川村立天川中学校
天川村立天川中学校（てんかわそんりつ てんかわちゅうがっこう）は、奈良県吉野郡天川村沢谷にあった公立中学校。

## 概要
生徒数が減少し、より適正な教育環境の中で義務教育の充実を図るため、2018年、旧天川村立天川中学校と天川村立洞川中学校との統廃合により設立された。旧天川村立天川中学校は、村の中央部、標高約580mに位置し、生徒の多くはスクールバスで通学していた。

## 沿革
旧天川村立天川中学校
- 1947年（昭和22年）4月 - 天之川中学校と和田中学校が創立される。
- 1950年（昭和25年）9月 - 天之川中学校と和田中学校の合併が議決される。
- 1952年（昭和27年）
  - 3月15日 - 新校舎完成。
  - 4月1日 - 天川中学校として開校。
  - 10月15日 - 開校式。
- 1955年（昭和30年） - 学校植林コンクール中学校の部奈良県1位。
- 1956年（昭和31年） - 学校植林コンクール中学校の部全国6位。
- 1961年（昭和36年） - 健康優良学校努力校。
- 1965年（昭和40年） - 健康優良学校優良校。
- 1969年（昭和44年） - 健康優良学校特別表彰・う歯治療優良校。
- 1972年（昭和47年）
  - 4月 - 塩谷中学校を併合。
  - 7月 - 水泳プール竣工。
- 1975年（昭和50年）11月 - 体育館竣工。
- 1979年（昭和54年）
  - 8月 - 新校舎竣工。
  - 9月 - 新校舎での授業開始。
- 1981年（昭和56年）
  - 5月 - 武道場竣工。
  - 6月 - 給食調理場を改築。
- 2011年（平成23年）9月 - 台風第12号により大きな被害を受け、天川村立天川小学校を緊急避難先とした（～2013年3月）。
- 2013年（平成25年）
  - 3月 - 3年生を送る会にて吉田山田が学校訪問する[2]。
  - 4月 - 復旧された校舎での教育活動を開始。
- 2014年（平成26年） - 音楽部の生徒が植村花菜と共演する[3]。
- 2018年（平成30年） - 洞川中学校との統合により3月で閉校[4]。

天川村立天川中学校
- 2018年（平成30年）4月1日 - 天川小学校と同じ場所（天川村沢谷）に川村立天川中学校が開校[1][4]
- 2020年（令和2年）
  - 3月31日 - 閉校
  - 4月1日 - 天川小学校と統合し、義務教育学校天川村立天川小中学校が開校[5]